# Pornhub
Pornhub es un sitio web de pornografía en Internet con sede en Montreal (Canadá). Es uno de los varios sitios web de transmisión de videos pornográficos propiedad de Aylo. En 2023, Pornhub fue el décimo segundo sitio web más visitado del mundo y el segundo sitio web para adultos más visitado, por detrás de XVideos.
Pornhub comenzó como sitio de fotografías profesionales y amateur en 2007, y hoy en día cuenta con oficinas y servidores en San Francisco, Houston, Nueva Orleans, Londres y Limasol.
En marzo de 2010, Aylo (conocida entonces como Manwin) compró la compañía, que posee muchos otros sitios web pornográficos. El sitio está disponible internacionalmente, aunque ha sido bloqueado por algunos países como Filipinas, Pakistán, China e India. Ofrece pornografía de realidad virtual (VR), entre otros productos, así como organiza los Pornhub Awards.
La compañía ha sido criticada por respuestas lentas o inadecuadas a algunos de estos incidentes, incluido el alojamiento del canal de alto perfil Girls Do Porn, que se cerró en 2019 luego de una demanda y cargos de tráfico sexual.
En diciembre de 2020, tras un artículo del New York Times sobre dicho contenido, Mastercard y Visa bloquearon sus servicios de Pornhub por supuestamente alojar pornografía ilegal. Posteriormente, Pornhub eliminó todos los videos de usuarios no verificados, siendo en total más de 10 millones de vídeos (el 80% de todos).

## Historia
Pornhub fue fundado por el desarrollador web Matt Keezer como sitio web dentro de la compañía Interhub, lanzado en 2007. En marzo de 2010 la compañía fue adquirida por Fabian Thylmann, parte del conglomerado de empresas Manwin. Dentro de MindGeek, Pornhub es uno de varios sitios web de porno en la compañía junto a YouPorn y RedTube. Aunque no es el sitio web de porno más popular, Pornhub tiene el honor de ser el sitio web de porno más grande en el internet, con más vídeos que cualquier sitio similar.
Este sitio permite a los visitantes ver videos pornográficos de varias categorías, incluidos los profesionales y amateurs. Los usuarios pueden aprovecharse de varias funciones como compartir videos en sitios de medios sociales y calificar si les gusta o no. Opcionalmente, también pueden registrarse con una cuenta gratuita de Pornhub, el cual permite publicar comentarios, descargar y agregar videos a sus favoritos, como así también subir sus propios videos. Para combatir con la proliferación de contenido ilegal, los usuarios son animados a denunciar videos que consideren inapropiados, los cuales son revisados inmediatamente por el equipo de Pornhub y eliminados si violan los términos de servicio del sitio.
En 2009, tres de los sitios pornográficos más grandes, RedTube y YouPorn, además de PornHub, sumaban en conjunto 100 millones de visitantes únicos.
En 2009, una joven de 14 años fue violada en grupo a punta de cuchillo y se afirmó que los videos se cargaron en Pornhub. La adolescente declaró que envió correos electrónicos a Pornhub repetidamente durante un período de seis meses, pero no recibió respuesta. Después de que se hizo pasar por un abogado, los videos fueron retirados. Otro caso en octubre de 2019 involucró a un hombre que enfrenta cargos de agresión lasciva a una joven de 15 años, cuyos videos fueron descubiertos en Pornhub, Modelhub, Periscope y Snapchat que llevaron a su arresto. El grupo de activistas con sede en el Reino Unido Not Your Porn fue fundado por el amigo de una mujer cuyo almacenamiento de iCloud había sido pirateado, lo que llevó al pirata informático a publicar fotos y videos sexualmente explícitos en Pornhub junto con su nombre completo. Pornhub eliminó el video cuando se informó, pero los clones del video con su nombre completo se replicaron más rápido que los videos. La mujer descubrió que «el sistema de comunicación fracturado en Pornhub ha significado que esto se ha convertido en un proceso cada vez más insoportable». El fundador de Not Your Porn informó que cincuenta mujeres la contactaron durante un período de seis meses sobre pornografía en línea no consensuada que las presentaba, treinta de las cuales informaron que los videos se cargaron en Pornhub.
En junio de 2015, Pornhub anunció que iba a hacer una película pornográfica con sexo en la vida real en el espacio, llamada Sexplorations.
El sitio esperaba lanzar la misión y filmar la película en 2016, cubriendo los costos de pre y postproducción en sí, pero buscando $ 3,4 millones de crowdfunders de IndieGogo. Si se hubiera financiado, la película habría sido programada para su estreno en 2016, luego de seis meses de capacitación para los dos artistas y el equipo de seis personas.
El 1 de febrero de 2016, Pornhub lanzó un casino en línea, impulsado por Betsoft, Endorphina y software de juegos 1x2.
El 1 de abril de 2016, Día de los Inocentes, la página principal del sitio web se convirtió en CornHub, mostrando videos de maíz dulce con títulos sexualmente atractivos. En 2018, la portada se convirtió en HornHub.
En octubre de 2017, el vicepresidente Corey Price anunció que Pornhub usaría software de visión por computadora e inteligencia artificial para identificar y etiquetar videos en el sitio web con información sobre los artistas y los actos sexuales. Price dijo que la compañía planeaba escanear toda su biblioteca a principios de 2018.
En 2019, el canal oficial Girls Do Porn, verificado por Pornhub, fue eliminado del sitio. Fue el vigésimo canal más grande del sitio web. El 10 de octubre de 2019, los dos propietarios y dos empleados fueron arrestados por tres cargos de tráfico sexual por la fuerza, fraude y coacción, luego de una demanda civil presentada en julio. El canal fue eliminado una semana después, lo que los periodistas de Daily Dot y Motherboard dijeron que fue una respuesta lenta al incidente.
Además, los videos aún se pueden encontrar después de manera no oficial en el sitio web de Pornhub. 
La Internet Watch Foundation (IWF) encontró 118 casos de material de abuso sexual infantil en Pornhub entre 2017 y 2019. Pornhub eliminó rápidamente este contenido. Un portavoz de la IWF dijo que otras redes sociales y herramientas de comunicación planteaban más problemas que Pornhub con respecto a este tipo de contenido.
En marzo de 2020, el sitio web lanzó su primer contenido no sexual, una película documental llamada Shakedown sobre un club de estriptis lésbico negro de Los Ángeles a principios de la década de 2000.
En respuesta al contenido abusivo en el sitio, una petición en línea que pedía el cierre de Pornhub obtuvo más de un millón de firmas a lo largo de 2020. La petición fue iniciada por la activista contra la trata de personas Laila Mickelwait y estaba dirigida a los ejecutivos de MindGeek, la empresa matriz de Pornhub. La petición señala numerosos casos de material no consentido y de abuso infantil en el sitio web, incluida una víctima de trata de niños que fue convertida en un «modelo verificado» por el sitio. En respuesta a la petición, Pornhub afirmó que estaban comprometidos a eliminar dicho material del sitio.
En diciembre de 2020, Nicholas Kristof en The New York Times describió a Pornhub como una empresa que «monetiza las violaciones de menores, la pornografía de venganza, videos de cámaras espías de mujeres duchándose, contenido racista y misógino, e imágenes de mujeres asfixiadas en bolsas de plástico».
En respuesta al informe, Pornhub anunció que ya no aceptaría cargas de usuarios no identificados y que deshabilitaría las descargas de videos. Visa y Mastercard también anunciaron que revisarían sus vínculos financieros con Pornhub.
El 10 de diciembre de 2020, Mastercard y Visa bloquearon el uso de sus tarjetas en Pornhub. Pornhub declaró que las afirmaciones de The New York Times eran «irresponsables y flagrantemente falsas».
El 14 de diciembre de 2020, Pornhub anunció que todos los videos publicados por usuarios no verificados se habían eliminado del acceso público «pendiente de verificación y revisión».

## Censura
En 2011, el proveedor europeo de banda ancha TalkTalk (antes Tiscali) recibió algunas críticas porque su filtro de Internet no pudo bloquear Pornhub durante más de una semana. Esto se debió al problema de la seguridad infantil en Internet. El Huffington Post explica que en 2013, «CBS ... se negó a emitir un comercial corto para el sitio con temas para adultos Pornhub durante el Super Bowl el domingo ... El anuncio de 20 segundos, que presenta a una pareja mayor sentada en un parque banco (eso es realmente todo lo que sucede), no incluye contenido explícito». Fue rechazado porque la Comisión Federal de Comunicaciones podría responsabilizar a CBS por respaldar contenido pornográfico, ya que es ilegal transmitir pornografía en la televisión estadounidense.
El sitio web fue bloqueado por el Gran Cortafuegos en China desde septiembre de 2013.
El 12 de marzo de 2014, Pornhub fue bloqueada en Rusia porque una actriz parecía demasiado joven, lo que llevó a algunos espectadores a pensar que era menor de edad. En enero de 2017, el gobierno de Filipinas bloqueó el acceso de los usuarios de Internet a Pornhub y otros sitios web de pornografía.
Los sitios web fueron bloqueados de conformidad con la Ley de la República 9775 o la Ley contra la pornografía infantil, que prohíbe que los sitios web alojen contenido de pornografía infantil. El sitio fue bloqueado en septiembre de 2016 en Rusia debido a «difundir información dañina a los niños» y se restableció en abril de 2017 después de especificar la edad de los usuarios. El sitio requiere que los usuarios rusos se autentiquen a través de la red social VK.
En octubre de 2018, el Tribunal Superior de Uttarakhand restableció la prohibición de Pornhub en la India, pero hizo opcional que los ISP dejaran desbloqueados los sitios libres de pornografía infantil. Para eludir la prohibición, Pornhub estableció un sitio web espejo en Pornhub.net.
En 2020, se lanzó una petición para exigir el cierre del sitio porque se publicaron videos de violación de una niña de 15 años en el sitio.
El 8 de marzo de 2020 se llevó a cabo una manifestación frente a la oficina de MindGeek en Montreal con motivo del Día Internacional de la Mujer para denunciar «la explotación sexual de mujeres y adolescentes».
En noviembre de 2020, el gobierno de Tailandia bloqueó Pornhub, entre otros sitios web de pornografía.

## Pornhub Awards

Pornhub Awards

La inauguración de los Pornhub Awards se llevó a cabo el 6 de septiembre de 2018 en el Belasco Theatre de Los Ángeles. Kanye West fue director creativo. En el evento West estrenó el video musical de su canción «I Love It». El segundo espectáculo anual se celebró en el Teatro Orpheum de Los Ángeles el 11 de octubre de 2019.

## Búsquedas
Bajo el título de Pornhub Insights, Pornhub publica regularmente información extraída de su archivo de búsquedas: en qué regiones se usa más, búsquedas de mujeres frente a búsquedas de hombres, los términos de búsqueda más populares por año o área, variaciones en búsquedas que son paralelas a eventos actuales, y similares. En la primera mitad de 2017, por ejemplo, el término de búsqueda principal en los Estados Unidos fue «hentai»; el 37% de los buscadores de pornografía masculina gay son mujeres.
Cada año publica un Year In Review. Por eso se le ha llamado «el Informe Kinsey de nuestro tiempo». Según una investigación del científico de datos Seth Stephens-Davidowitz, el 25% de las búsquedas femeninas de pornografía heterosexual en Pornhub incluían palabras clave que buscaban sexo doloroso, humillante o no consensuado. Pornhub también ha informado sobre las tendencias del tráfico y sus relaciones con los grandes eventos.
El tráfico estuvo por debajo de los niveles habituales durante el eclipse solar del 21 de agosto de 2017. Durante la alerta de falsos misiles de Hawái de 2018, el tráfico web a Pornhub en Hawái se redujo en un 77% (con respecto a las cifras típicas del sábado) a las 8:23 a. m., después de que se envió la alerta. y aumentó un 48% por encima de los niveles típicos a las 9:01 a. m., después de la notificación de que la alerta era errónea.
Durante el brote de la enfermedad del coronavirus en 2019, cuando Pornhub ofreció Pornhub Premium de forma gratuita, el tráfico mundial aumentó en un 18,5%.
Laila Mickelwait del New York Post comentó que Pornhub permite o promueve la pornografía violenta con títulos y contenido que son racistas y antisemitas, incluido material que hace referencia al asesinato de George Floyd en mayo de 2020 y el Holocausto. Calev Myers, de la Asociación Internacional de Abogados y Juristas Judíos, dijo que «la naturaleza violentamente agresiva de la retórica antisemita en Pornhub deshumaniza al pueblo judío y ataca brutalmente la memoria del Holocausto».

## En la cultura popular
Pornhub hace una aparición destacada en muchas escenas de la película de comedia romántica Don Jon de 2013. El vicepresidente de Pornhub, Cory Price, explicó que uno de los productores de la película se acercó a la compañía en marzo de 2012 para pedir permiso para usar la marca Pornhub. Price revisó el guion de la película y les otorgó permiso, llegando incluso a ayudarlos a encontrar clips para usar en la película de sus socios de contenido (por ejemplo, Brazzers, Mofos, Digital Playground y Twistys). Joseph Gordon-Levitt, director y actor de la película, editó los clips juntos en montajes rápidos, que también aparecieron de manera prominente en la película.

## Actores celebres
- Sweetie fox
- Mía Khalifa